# Firestarter
"Firestarter" je skladba anglické elektronické skupiny The Prodigy vydaná 18. března 1996 jako první singl z jejich alba The Fat of the Land a celkově jako desátý singl. Skladba byla jejich první, která se umístila na 1. místě v žebříčku UK Singles Chart a udržela se tam tři týdny. Byla také velkým mezinárodním hitem skupiny, přičemž 1. místo dosáhla v Norsku a Finsku. Během roku 1996 se ve Spojeném království prodalo více než 510 000 kopií singlu.
Text skladby napsali Liam Howlett a Keith Flint spolu s Kim Deal z alternativní rockové skupiny The Breeders. Smyčkový wah-wah kytarový riff ve skladbě je použit ze skladby "SOS" od skupiny The Breeders.
V říjnu 2011 magazín NME umístil skladbu na 52. místo v seznamu "150 Best Tracks of the Past 15 Years".

## Seznam skladeb

### XL Recordings

#### 12" vinyl
1. „Firestarter“ (4:40)
2. „Firestarter“ (Instrumental) (4:39)
3. „Firestarter“ (Empirion Mix) (7:49)
4. „Molotov Bitch“ (4:51)

#### CD Singel
1. „Firestarter“ (Edit) (3:45)
2. „Firestarter“ (Empirion Mix) (7:49)
3. „Firestarter“ (Instrumental) (4:39)
4. „Molotov Bitch“ (4:51)

### Maverick Records 12" vinyl
1. „Firestarter“ (4:40)
2. „Firestarter“ (Instrumental) (4:39)
3. „Firestarter“ (Empirion Mix) (7:49)
4. „Molotov Bitch“ (4:51)

### Mute Records CD Singel
1. „Firestarter“ (Edit) (3:45)
2. „Firestarter“ (Empirion Mix) (7:49)
3. „Firestarter“ (Instrumental) (4:39)
4. „Molotov Bitch“ (4:51)